# 宋大祥
宋大祥（1935年—2008年），男，浙江绍兴人，中国动物学家、蜘蛛学家，中国科学院院士，为中国蛛形学奠基人之一，对奠定中国现代蛛形动物学研究、推动无脊椎动物学发展做出重要贡献。

## 生平
1935年，宋大祥生于浙江省绍兴县（今绍兴市）。
1953年，毕业于江苏师范学院（前身为东吴大学，今苏州大学）生物学系。1955年，毕业于华东师范大学动物学研究班（相当于现今硕士学位）1955年，毕业后，任教于哈尔滨师范学院。
1957年，考取中国科学院动物研究所研究生，主攻甲壳纲动物学。1961年毕业，并留所从事科研工作。曾任中国科学院动物研究所副所长、无脊椎动物学研究室主任、学术委员会委员及学位委员会委员。
1999年，受聘于河北大学，担任河北大学生命科学学院博士生导师。

## 社会兼职
曾任中国动物学会理事长、秘书长，中国动物志编辑委员会副主任委员，中国科学技术协会委员，全国自然科学名词审定委员会委员，中国动物名词审定委员会主任，中国科学院生物分类区系学科发展专家委员会委员，中国濒临物种科学委员会委员，中国人与生物圈国家委员会委员，法国国际蜘蛛文献中心（CIDA）理事，《生物学通报》的副主编，《中国动物杂志》的副主编，《蛛形学报》的副主编，和《动物分类学报》的主编等职。

## 荣誉
1999年，当选为中国科学院院士。

## 著作
宋大祥著有专著逾20种，并著有论文超200篇。

### 代表著作
- 《中国动物志 无脊椎动物 第八卷 蛛形纲 蜘蛛目 蟹蛛科 逍遥蛛科》，宋大祥、朱明生主编，科学出版社，1997，ISBN 7030057074
- 《中国动物志 无脊椎动物 第三十九卷 蛛形纲 蜘蛛目 平腹蛛科》，宋大祥、朱明生、张锋主编，科学出版社，2004，ISBN 703013267X
- 《英汉动物学词典》，宋大祥、吴岷主编，科学出版社，2008，ISBN 9787030213020